# Kim Ha-neul
Kim Ha-neul (* 21. Februar 1978 in Seoul) ist eine südkoreanische Schauspielerin.
Durch die erfolgreichen Filme My Tutor Friend und Mr. & Mrs. Lee erhielt sie den Spitznamen „Königin der romantischen Komödien“.
2011 gewann sie für die Rolle einer blinden Polizistin in dem Film Blind einen Grand Bell Award und einen Blue Dragon Award.

## Filmografie

### Filme
- 1998: Bye June
- 1999: Doctor K
- 2000: Donggam
- 2003: My Tutor Friend
- 2004: Ice Rain
- 2004: Geunyeoreul Midji Maseyo
- 2004: Ghost
- 2006: Cheongchun Manhwa
- 2008: 6 Nyeonjjae Yeonaejung
- 2009: Paradise
- 2009: Mr. & Mrs. Lee
- 2011: Blind
- 2011: You’re My Pet
- 2016: Don’t Forget Me
- 2016: Making Family
- 2016: Female Teacher

### Fernsehdramen
- 1999: Happy Together
- 1999: Into the Sunlight
- 2000: Secret
- 2001: Piano
- 2002: Romance
- 2004: Stained Glass
- 2006: 90 Days, Time to Love
- 2008: On Air
- 2010: Road No. 1
- 2012: A Gentleman’s Dignity
- 2024: Red Swan

## Auszeichnungen
- 2001 SBS Drama Awards: Beste Schauspielerin für Piano
- 2002 MBC Drama Awards: Beste Schauspielerin für Romance
- 2003 Paeksang Arts Award: Beste Filmschauspielerin für My Tutor Friend
- 2004 Paeksang Arts Award: Beste Filmschauspielerin für Geunyeoreul Midji Maseyo
- 2008 Korean Drama Festival: Beste Schauspielerin für On Air
- 2008 Blue Dragon Awards: Populärtste Filmschauspielerin für 6 Nyeonjjae Yeonaejuk
- 2008 SBS Drama Awards: Female Top Excellence Award für On Air
- 2011 Grand Bell Awards: Beste Schauspielerin für Blind
- 2011 Blue Dragon Awards: Beste Schauspielerin für Blind